# Cratere Tecolote
Tecolote  è un cratere sulla superficie di Marte.